# Rhonegletscher

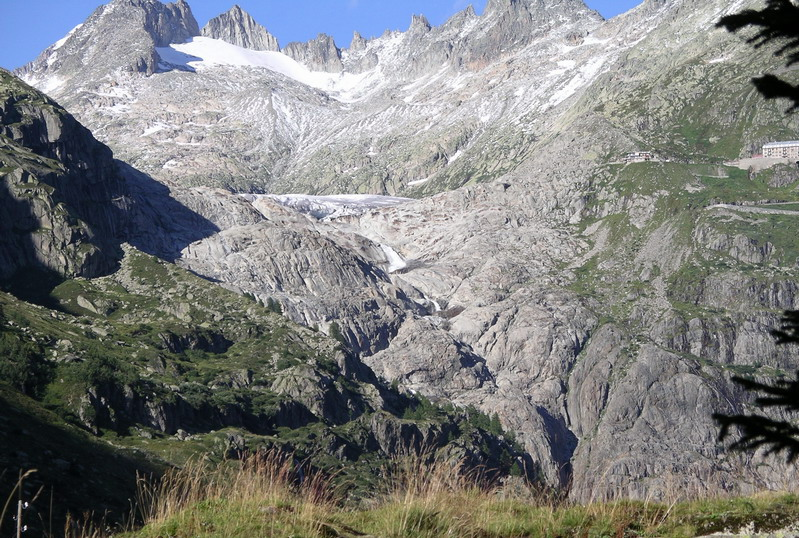
La Glacera del Roine

Rhonegletscher (Glacera del Roine) és una glacera dels Alps suïssos, situada a la capçalera de la vall del Roine, al cantó de Valais, i un dels principals contribuents al llac Léman a l'extrem oriental del cantó suís de Valais. Com que la glacera es troba a prop de la carretera del pas de Furka, és fàcilment accessible.
Vora l'any 1860, arribava al fons de la vall, ben a prop de la població de Gletsch, a uns 1.700 m d'altura.

## Geografia

Evolució de la glacera del Roine.Eix vertical: diferència de longitud en metres
Eix horitzontal: anys
En verd gruixut: diferència de longitud acumulada a partir de 1879
En vermell: creixement durant un any

La glacera del Roine és la glacera més gran dels Alps uranesos. Es troba al costat sud de la serralada a la font del Roine. L'Undri Triftlimi (3.081 m) el connecta amb la glacera Trift. La glacera es troba a la part més al nord del cantó de Valais, entre el pas de Grimsel i el pas de Furka i forma part del municipi d'Oberwald. El Dammastock (3.630 m) és el cim més alt sobre la glacera.

## Evolució

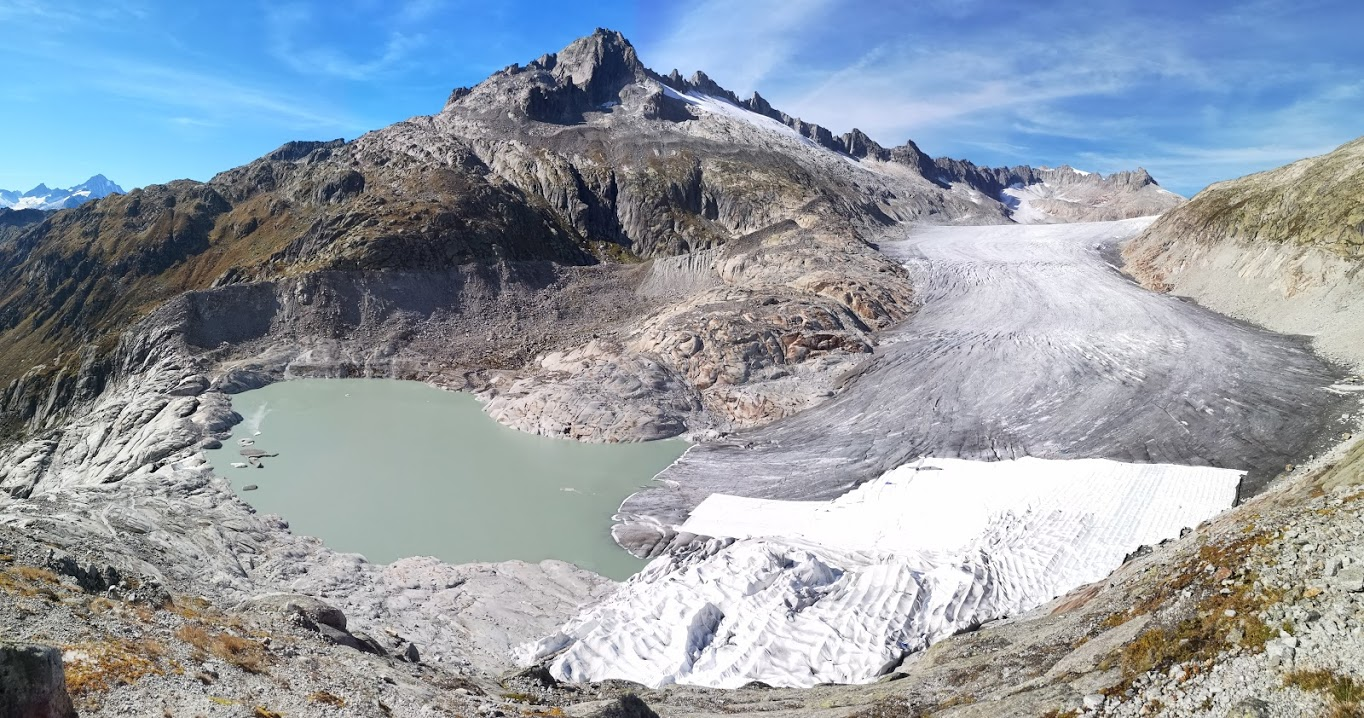
2018
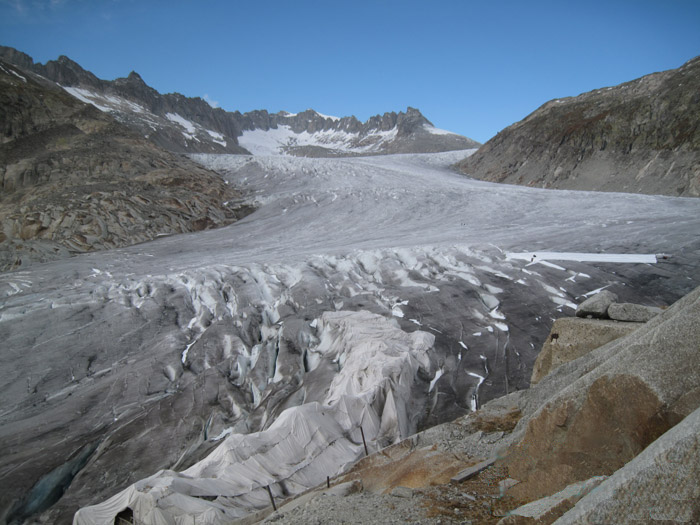
2010
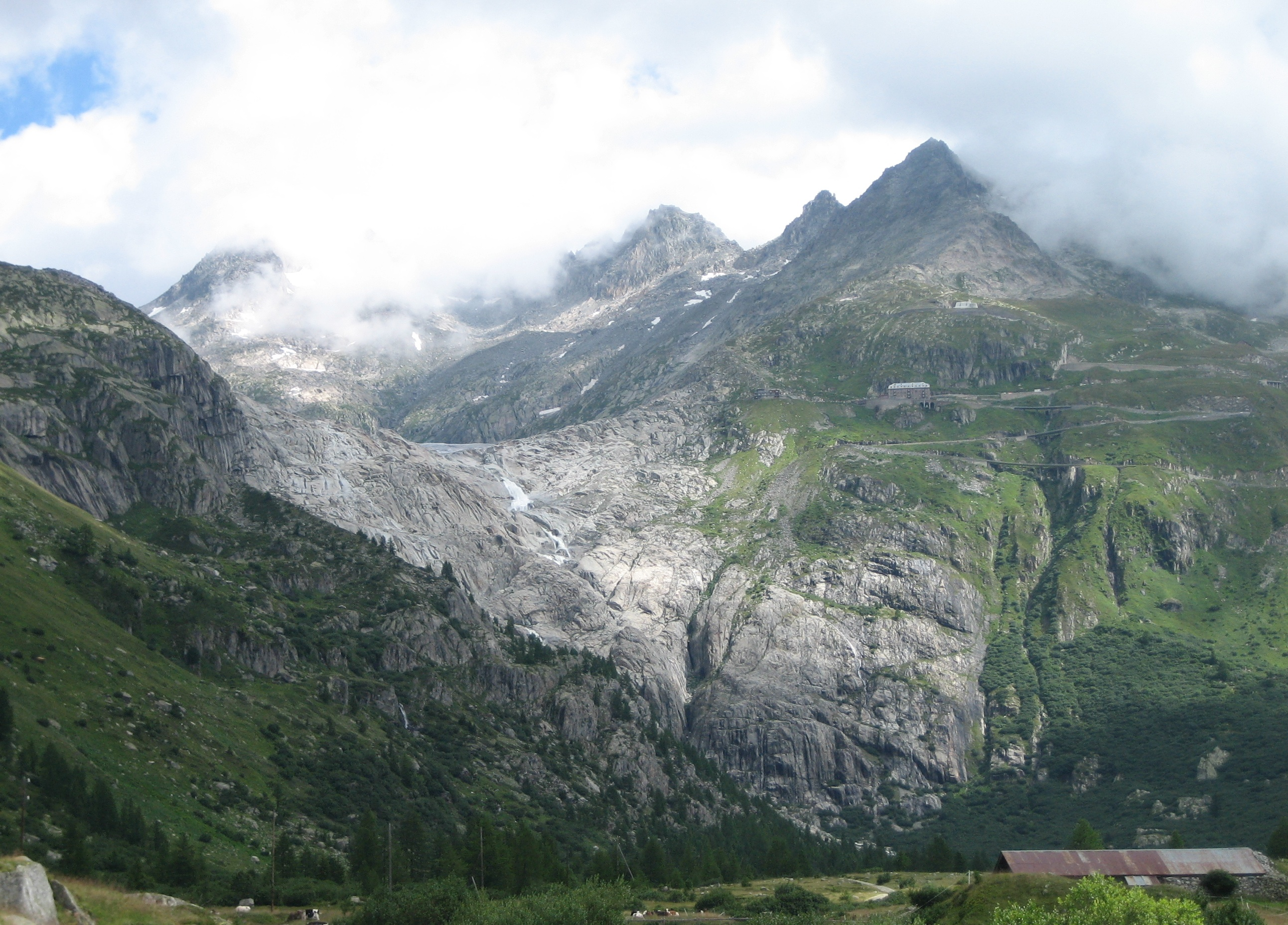
2008
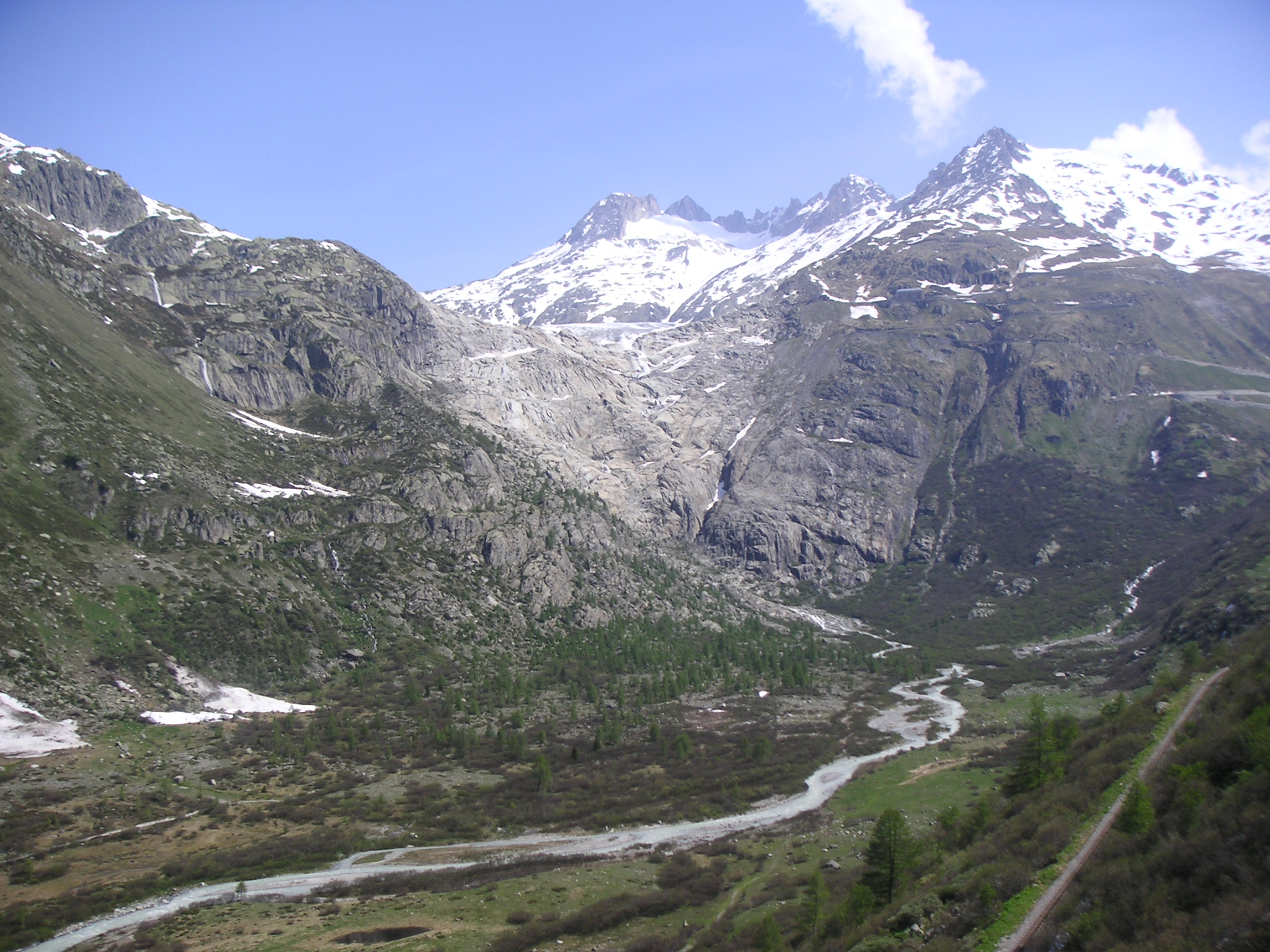
2005
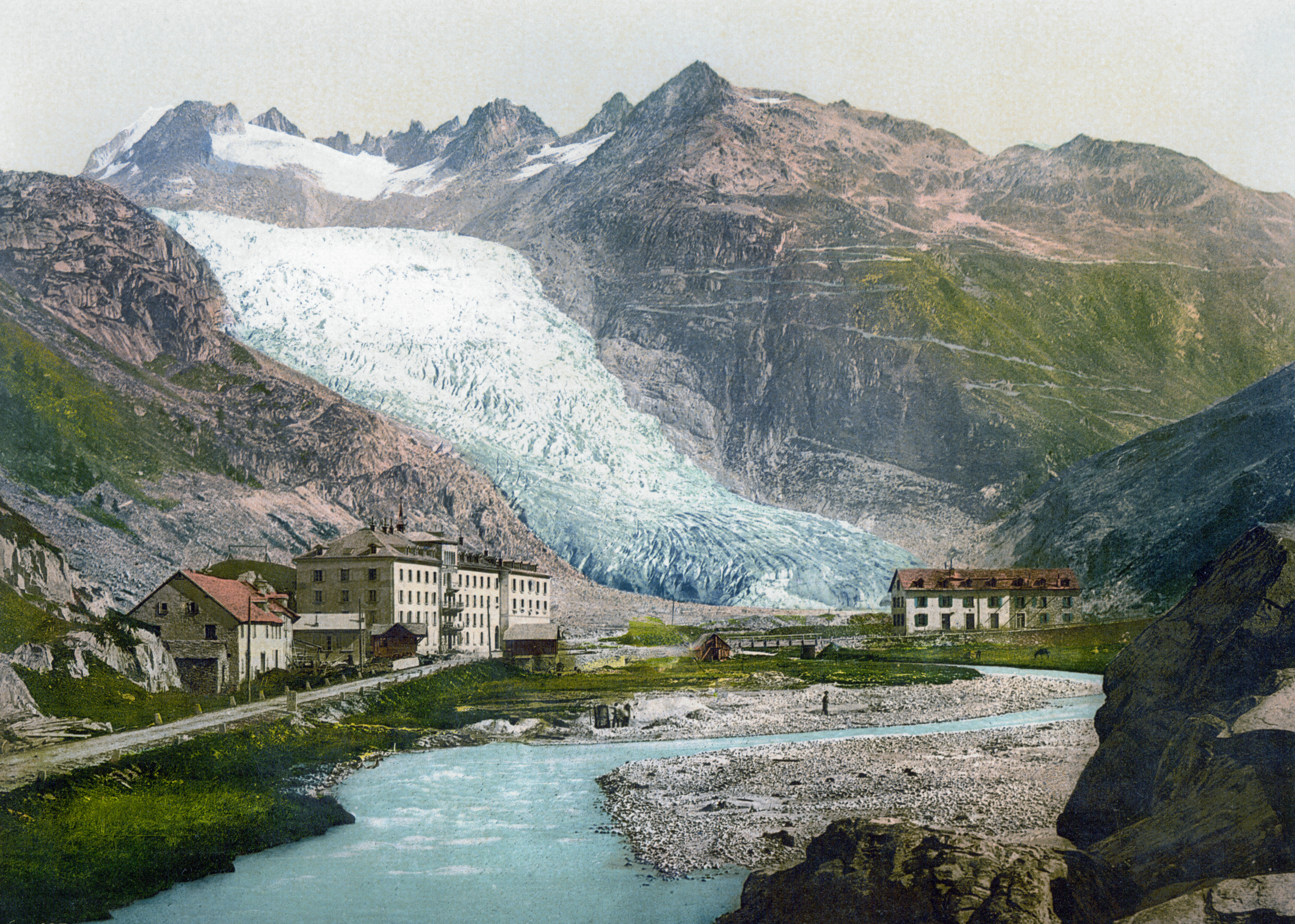
1900
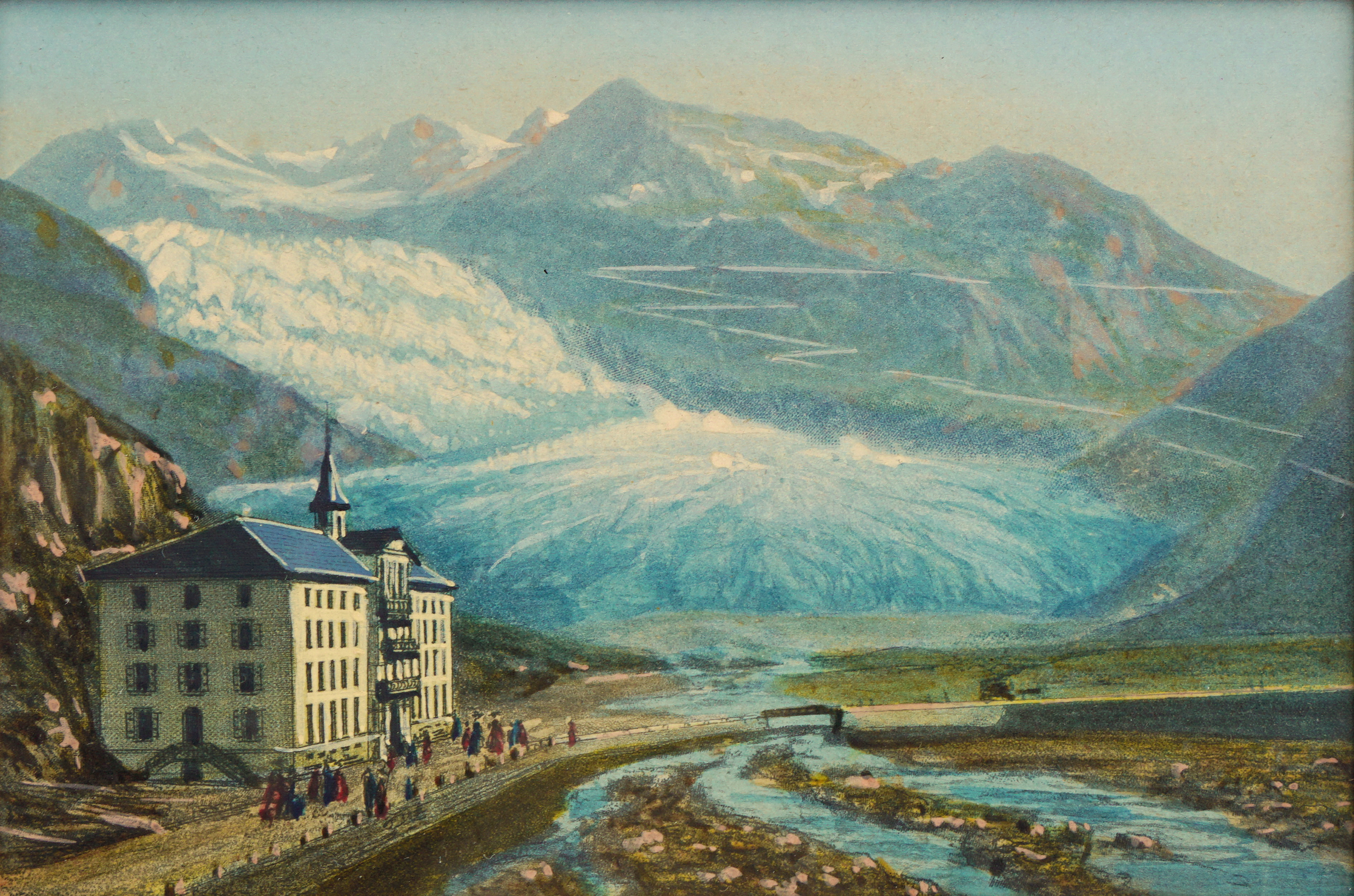
1870

La glacera del Roine és de fàcil accés per la qual cosa s'observa la seva evolució des del segle xix. La glacera va perdre uns 1300 m durant els darrers 120 anys deixant enrere un rastre de pedra nua.

## Alentiment de la desaparició
Durant diversos anys, durant els períodes càlids s'han instal·lat mantes blanques resistents als raigs UV, que cobreixen unes 5 hectàrees de la glacera en retirada per reduir-ne la fusió. Es calcula que aquest esforç redueix la fusió fins a un 70%. A més de les implicacions globals de l'augment de l'escalfament climàtic i la inestabilitat, l'economia local corre el risc de perdre els ingressos comercials dels turistes de les glaceres que han acudit a la zona des de 1870 per caminar per "una llarga i sinuosa gruta de gel amb parets blaves brillants i un sostre amb fuites". El 2018, els fotògrafs Simon Norfolk i Klaus Thymann van crear una sèrie de fotografies titulada "Shroud" que mostrava la glacera embolicada per a l'organització benèfica Project Pressure per cridar l'atenció sobre la retirada glacial.